# Oleg Andronic
Oleg Andronic (n. 6 februarie 1986, Chișinău) este un fotbalist moldovean care joacă pe postul de atacant. El a debutat în cariera profesionistă la clubul de fotbal Zimbru Chișinău.
El este frate cu Gheorghe Andronic și văr cu Valeriu Andronic și Igor Andronic, toții fiind și fotbaliști. Tatăl său și al lui Oleg – Nicolae Andronic, precum și unchiul Mihai Andronic (tatăl lui Valeriu) și un alt unchi (tatăl lui Igor) la fel au jucat fotbal în tinerețe.